# Mizaga
Genre
Synonymes
- Desidiopsis Fage, 1909
- Halocryphoeca Caporiacco, 1934

Mizaga est un genre d'araignées aranéomorphes de la famille des Argyronetidae.

## Distribution
Les espèces de ce genre se rencontrent dans le bassin méditerranéen et au Sénégal.

## Liste des espèces
Selon World Spider Catalog (version 26, 10/07/2025) :
- Mizaga chevreuxi Simon, 1898
- Mizaga racovitzai (Fage, 1909)

## Systématique et taxinomie
Ce genre a été décrit par Simon en 1898 dans les Agelenidae. Il est placé dans les Dictynidae par Lehtinen en 1967. puis dans les Argyronetidae par Montana, Cala-Riquelme, Crews, Gorneau, Al-Jamal, Alequín, Spagna, Ballarin et Esposito en 2025.
Desidiopsis a été placé en synonymie par Roth en 1967.
Halocryphoeca a été placé en synonymie par Lehtinen en 1967.

## Publication originale
- Simon, 1898 : Histoire naturelle des araignées. Paris, vol. 2, p. 193-380 (texte intégral).